# Línea 3 del Metro de São Paulo
La Línea 3–Roja es una de las seis líneas que conforman el Metro de São Paulo, en Brasil, y una de las trece líneas que conforman la Red Metropolitana de Transporte de São Paulo. Está constituida el tramo de la red metropolitana definida entre las estaciones Palmeiras-Barra Funda y Corinthians-Itaquera. Antiguamente se llamaba Línea Este–Oeste. La Línea 3 es la más concurrida del sistema.

## Historia
Esta línea, llamada de Línea Nordeste–Noroeste, fue planificada para tener solamente siete kilómetros, uniendo Casa Verde con Vila Maria, pasando por el centro a través de Barra Funda, de Sé y de Tatuapé, y debería haber sido totalmente subterránea. Pero, luego de un amplio debate, se decidió que sería construida sobre la superficie, aprovechando los rieles de la antigua Red Ferroviária Federal, y compartiendo 23 kilómetros de líneas de la empresa, lo que evitó varias desapropiaciones.

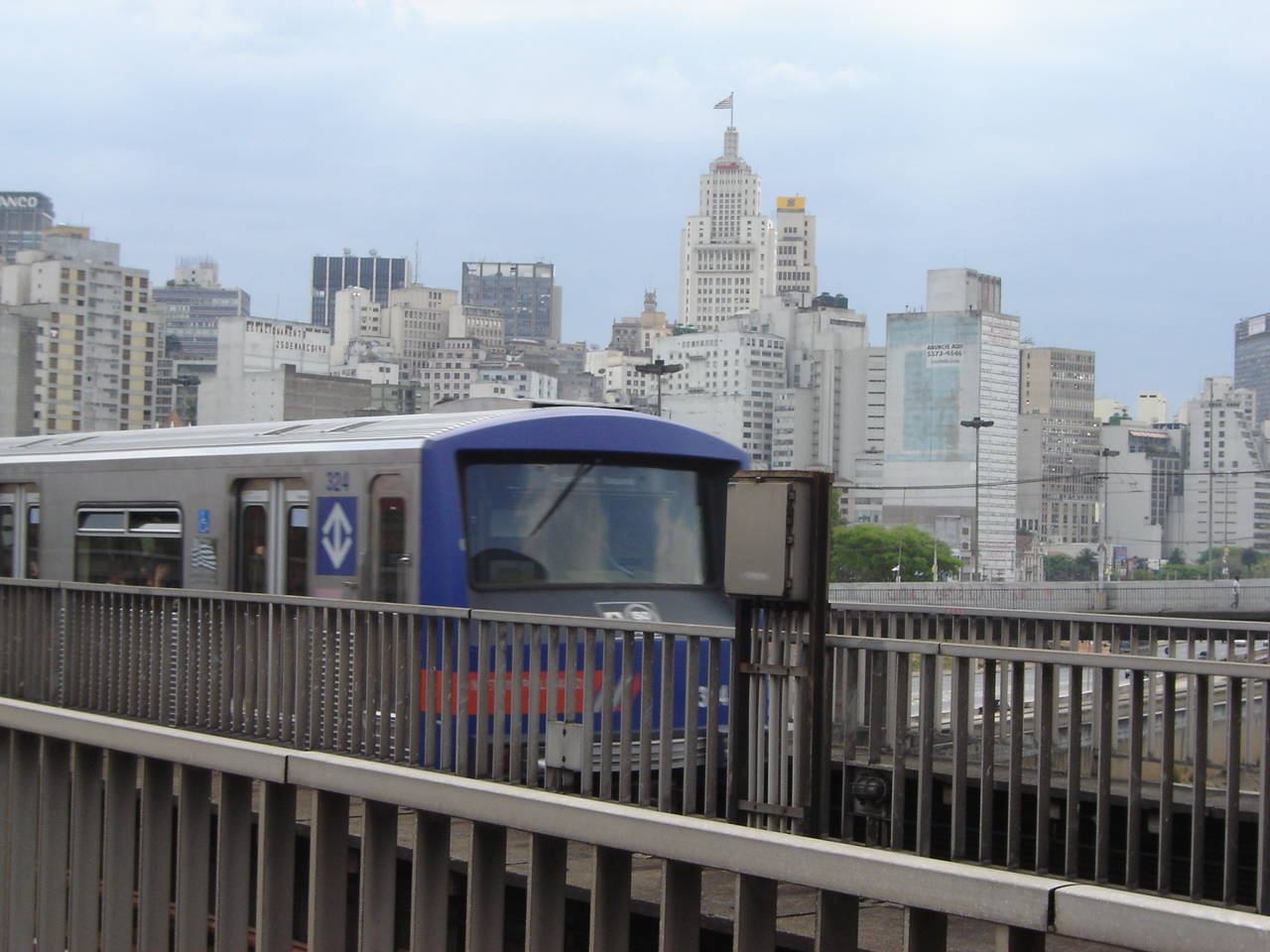
Tren llegando al centro de la ciudad.

La construcción comenzó en 1972 y, con esta modificación en el proyecto la Línea Este–Oeste tendría, entonces, más de treinta kilómetros entre la Plaza Sé y Guaianases, paralela a los rieles de la ferrovía. Estaba previsto para ser construido, en una segunda fase, el tramo entre Guaianases y el barrio Calmon Viana, en Poá, utilizando plenamente el lecho ferroviario. La gran ventaja de esta modificación sería un costo equivalente a un tercio del presupuesto original. Pero, siguiendo las tendencias internacionales, donde el transporte ferroviario es realizado de forma expresa hasta el Metro, y a partir de ahí el Metropolitano realiza el transporte urbano, fue motivo para que el proyecto fuese modificado nuevamente. El Metro, que iría hasta Poá, finalizó en Itaquera.

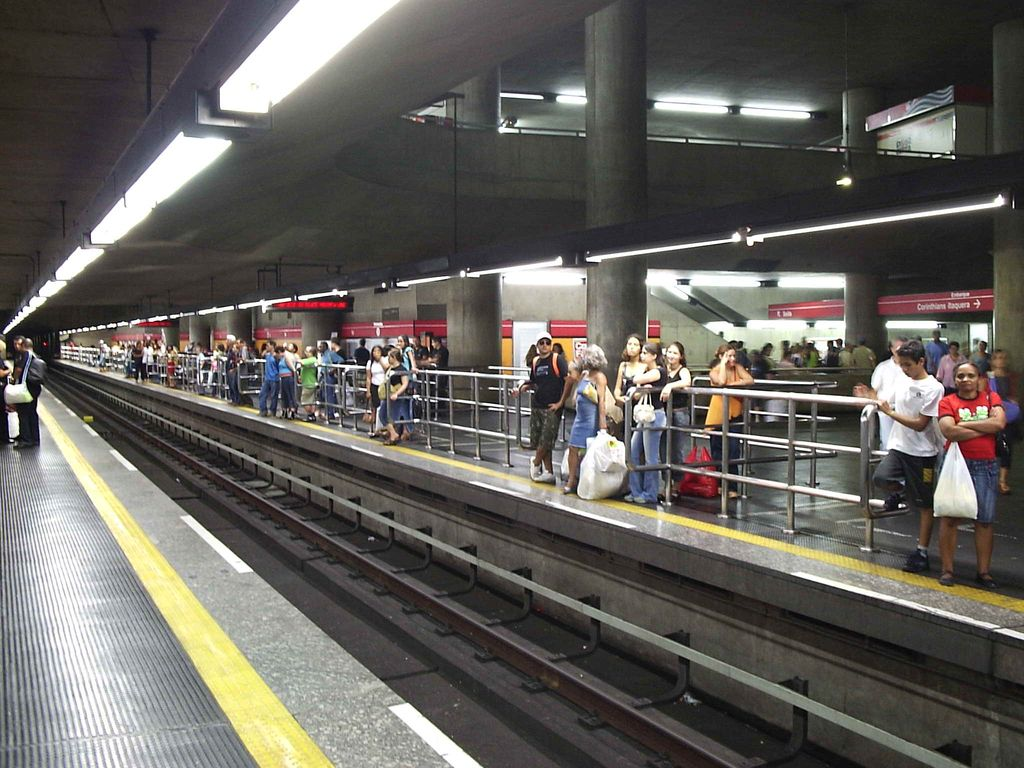
Estación Sé, la más movida del sistema.

Era la Red Ferroviária Federal (antecesora de la Compañía Paulista de Trenes Metropolitanos) responsable de modernizar este tramo. Por este motivo, la línea ya nació sobrecargada. Con este imprevisto resuelto, comenzó la construcción del tramo oeste. El 10 de marzo de 1979 fue inaugurado el primer tramo, entre las estaciones Sé y Brás. En sentido oeste, la línea terminó en Barra Funda. La configuración actual de la línea es la misma desde 1988. El récord actual de demanda fue obtenido el 7 de noviembre de 2008, con el transporte de 1 468 935 personas. En los días 2 y 3 de mayo de 2009 hubo una paralización del tramo entre las estaciones Anhangabaú y Santa Cecília para que el pasaje del shield utilizado en las obras de la Línea 4 - Amarilla no fuera peligroso o riesgoso a la operación de la Línea 3–Roja.
En 2010 comenzaron las obras para la instalación de puertas de vidrio de plataforma en la Línea 3, comenzando por las estaciones Vila Matilde, Carrão y Penha, que deberán tener tales obras concluidas para finales del 2010 — las demás estaciones de la línea deberán tener las puertas instaladas en el 2011. La primera estación de esta línea en tener las puertas instaladas fue Vila Matilde, cuya instalación tuvo inicio en febrero del 2010, con una de las plataformas ya contando con ese equipamiento para mayo.

### Cronología
- 10 de marzo de 1979: Inauguración del tramo Sé ↔ Brás.
- 23 de agosto de 1980: Inauguración del tramo Brás ↔ Bresser (Actual Bresser-Mooca).
- 15 de septiembre de 1981: Inauguración del tramo Bresser ↔ Belém.
- 15 de noviembre de 1981: Inauguración del tramo Belém ↔ Tatuapé.
- 24 de abril de 1982: Inauguración del tramo Sé ↔ Santa Cecília.
- 26 de noviembre de 1983: Inauguración de la Estación Anhangabaú.
- 13 de noviembre de 1986: Inauguración del tramo Tatuapé ↔ Penha.
- 27 de agosto de 1988: Inauguración del tramo Penha ↔ Vila Esperança (Actual Guilhermina-Esperança).

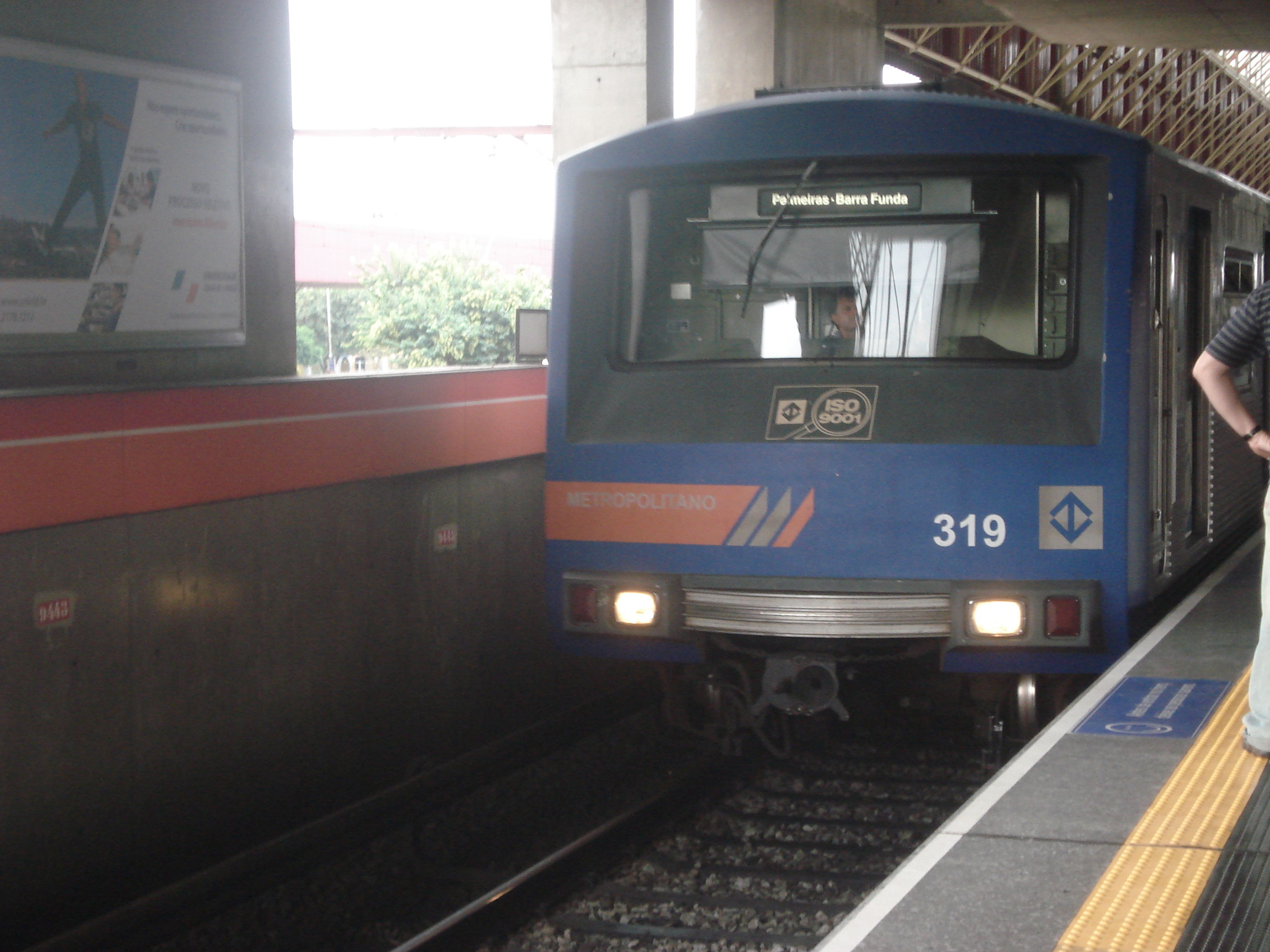
Metro parando en la Estación Carrão, de la Línea 3 - Roja.

- 17 de septiembre de 1988: Inauguración del tramo Vila Esperança ↔ Artur Alvim.
- 1 de octubre de 1988: Inauguración del tramo Artur Alvim ↔ Corinthians-Itaquera.
- 17 de diciembre de 1988: Inauguración del tramo Santa Cecília ↔ Barra Funda (actual Palmeiras-Barra Funda).

## Características

### Estaciones

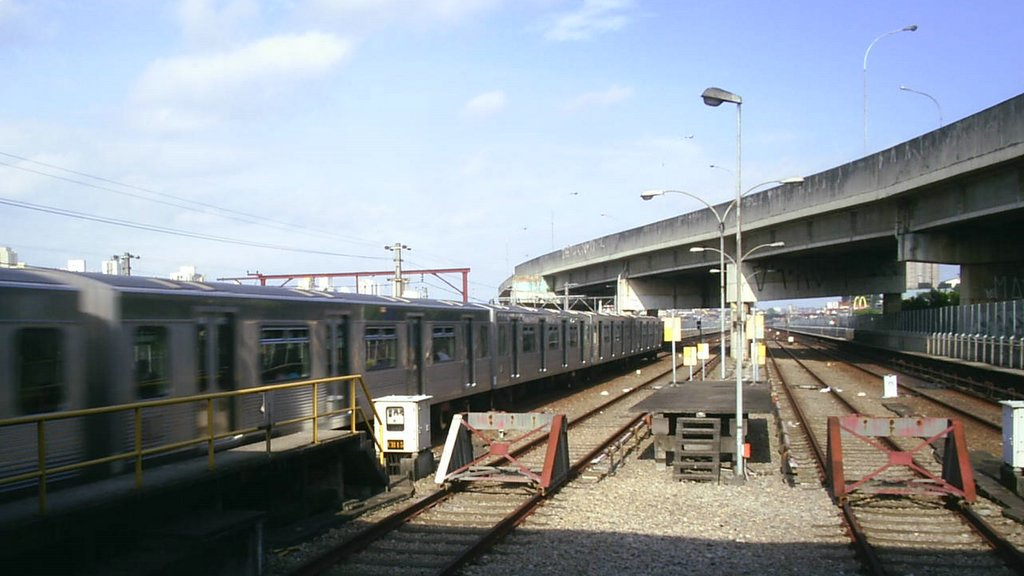
Tren aproximándose desde una estación de la zona este.

Línea subterránea entre las estaciones Sé y Marechal Deodoro, elevada en las estaciones Pedro II, Brás e Corinthians-Itaquera, semielevada en las estaciones Patriarca y Artur Alvim. La estación Penha está semienterrada, con plataformas en la superficie. Todas las demás están en superficie. Existe un tramo subterráneo entre las estaciones Bresser-Mooca y Belém (desde esa estación hasta el Viaducto Guadalajara), pero ambas estaciones están en superficie.
Las estaciones de esta línea tienen plataformas centrales, con excepción de Pedro II y Santa Cecília, que tienen solamente plataformas laterales. Las estaciones Palmeiras-Barra Funda, Sé, República, Brás, Tatuapé y Corinthians-Itaquera tienen plataformas laterales y centrales. Las plataformas de la Estación Marechal Deodoro son laterales superpuestas.
| Sigla | Estación                                  | Integración                                                                         | Plataformas           | Posición         | N.º de embarques diarios         | Distrito                           |
| ----- | ----------------------------------------- | ----------------------------------------------------------------------------------- | --------------------- | ---------------- | -------------------------------- | ---------------------------------- |
| BFU   | Palmeiras-Barra Funda (ex Barra Funda)    | Líneas Línea 7 - Rubi, Línea 8 - Diamante y Terminal Rodoviário Barra Funda.        | Laterales y Centrales | Superficie       | 202000                           | Barra Funda                        |
| DEO   | Marechal Deodoro                          |                                                                                     | Superpuestas          | Subterránea      | 36000                            | Santa Cecília                      |
| CEC   | Santa Cecília                             | Terminal Amaral Gurgel de SPTrans (paga)                                            | Laterales             | Subterránea      | 35000                            | Santa Cecília                      |
| REP   | República                                 | Línea 4 - Amarilla                                                                  | Laterales y Central   | Subterránea      | 59000                            | República                          |
| GBU   | Anhangabaú                                | Terminal Bandeira de SPTrans (paga)                                                 | Central               | Subterránea      | 91000                            | Sé (al este), República (al oeste) |
| PSE   | Sé                                        | Línea 1 - Azul                                                                      | Laterales y Central   | Subterránea      | 46000 (solamente Línea 3 - Roja) | Sé                                 |
| PDS   | Pedro II                                  | Expresso Tiradentes (paga)                                                          | Laterales             | Elevada          | 27000                            | Sé                                 |
| BAS   | Brás                                      | Líneas 10 - Turquesa, 11 - Coral y 12 - Safira                                      | Laterales e Central   | Elevada          | 102000                           | Brás                               |
| BRE   | Bresser-Mooca (ex Bresser)                |                                                                                     | Central               | Superficie       | 33000                            | Brás                               |
| BEL   | Belém                                     |                                                                                     | Central               | Superficie       | 46000                            | Belém                              |
| TAT   | Tatuapé                                   | Líneas 11 - Coral y 12 - Safira (paga).                                             | Laterales y Central   | Superficie       | 67000                            | Tatuapé                            |
| CAR   | Carrão                                    | Terminal Carrão de SPTrans (paga); Terminal Carrão de EMTU (intermunicipal - paga). | Central               | Superficie       | 50000                            | Tatuapé                            |
| PEN   | Penha                                     | Futura integración con la Línea 2 - Verde y Línea 11 - Coral                        | Central               | Semi subterránea | 37000                            | Penha                              |
| VTD   | Vila Matilde                              |                                                                                     | Central               | Superficie       | 29000                            | Vila Matilde                       |
| VPA   | Guilhermina-Esperança (ex Vila Esperança) |                                                                                     | Central               | Superficie       | 24000                            | Vila Matilde                       |
| PCA   | Patriarca-Vila Ré (ex Patriarca)          |                                                                                     | Central               | Semielevada      | 24000                            | Penha                              |
| ART   | Artur Alvim                               |                                                                                     | Central               | Semielevada      | 69000                            | Artur Alvim                        |
| ITQ   | Corinthians-Itaquera                      | Línha 11 - Coral (paga).                                                            | Laterales y Central   | Elevada          | 100000                           | Itaquera                           |

### Modificación de nombres
En el año 2006, el entonces gobernador Cláudio Lembo autorizó la modificación de los nombres de las estaciones "Barra Funda" para "Palmeiras-Barra Funda" y de la estación "Bresser" para "Bresser-Mooca". Estas medidas siguen la reformulación de la comunicación visual en las estaciones de esta línea, dando marcha al proceso de conversión de la antigua Línea Este-Oeste para Línea 3 - Roja, iniciado en 1996.

## Nuevos trenes
La Línea 3-Roja es la segunda línea del metro en recibir nuevos trenes. Los modernos y nuevos trenes que entrarán en operación en la línea tendrán aire acondicionado al igual que los 16 nuevos trenes que ya están en operación en la Línea 2 - Verde. Los dos trenes nuevos (de un total de 10 previstos) fue entregado el día 28 de marzo del 2010

## Galería

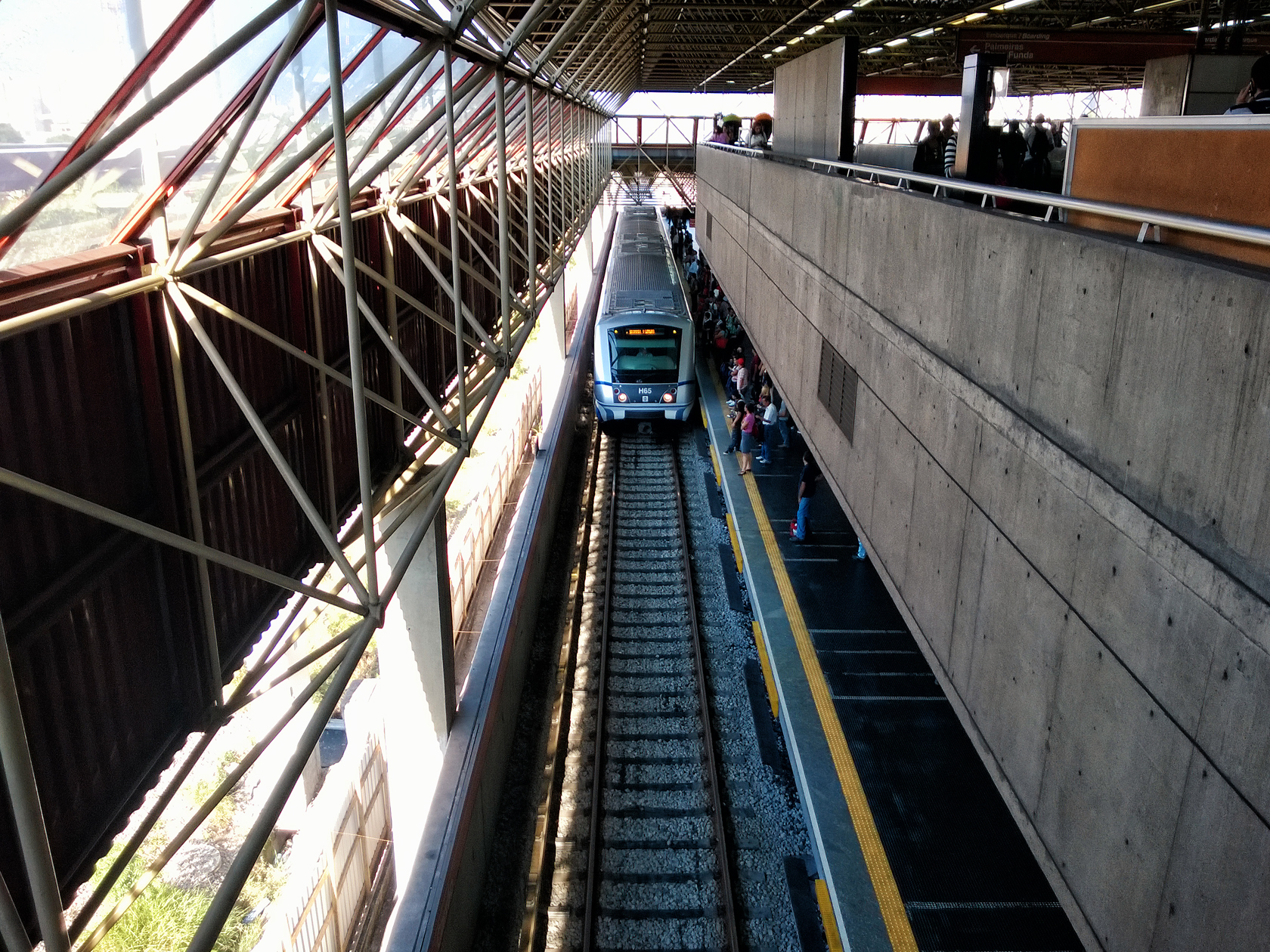
Vista de la estación Carrão.
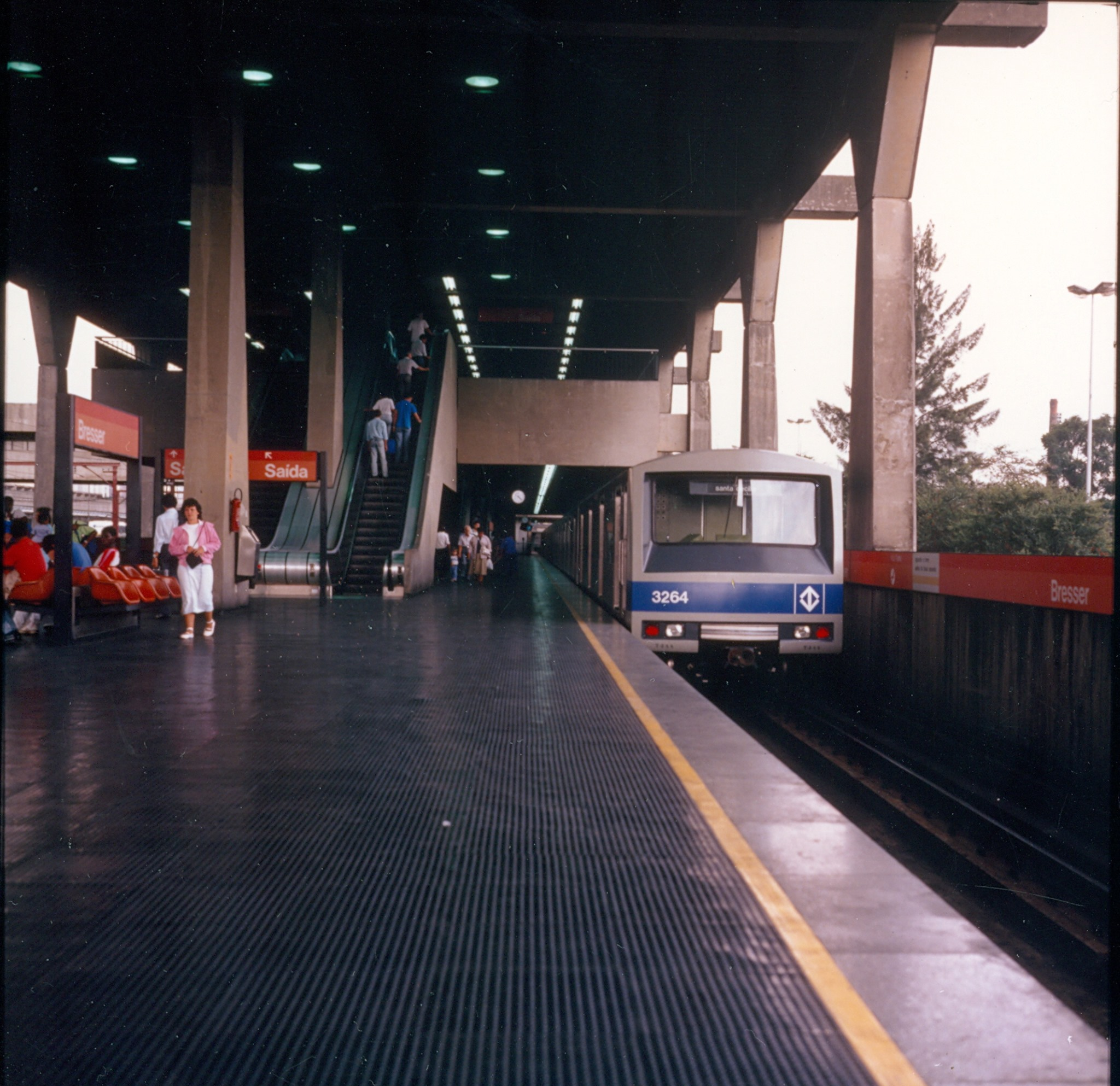
Estación Bresser-Mooca en los años 1980.
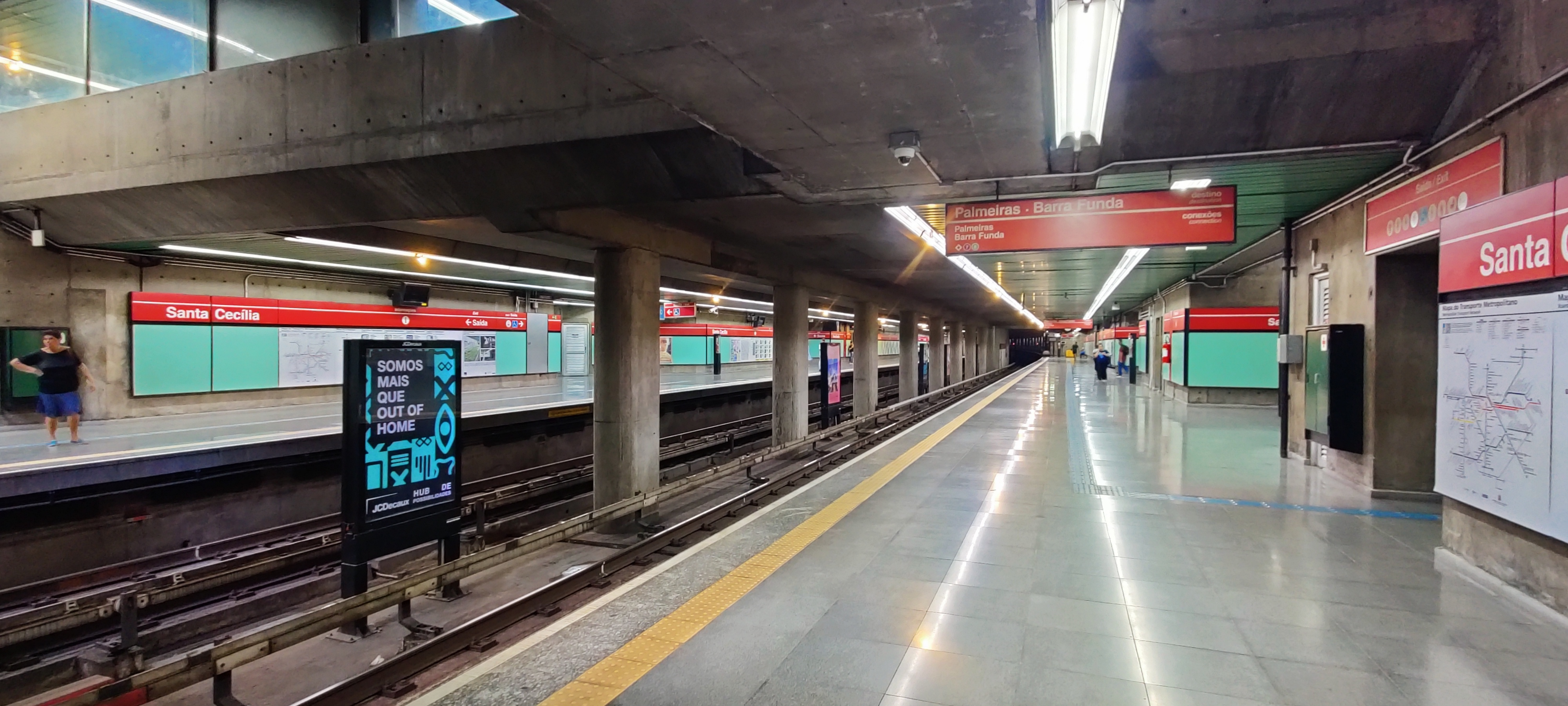
Estación Santa Cecília antes de la instalación de sus puertas de andén.
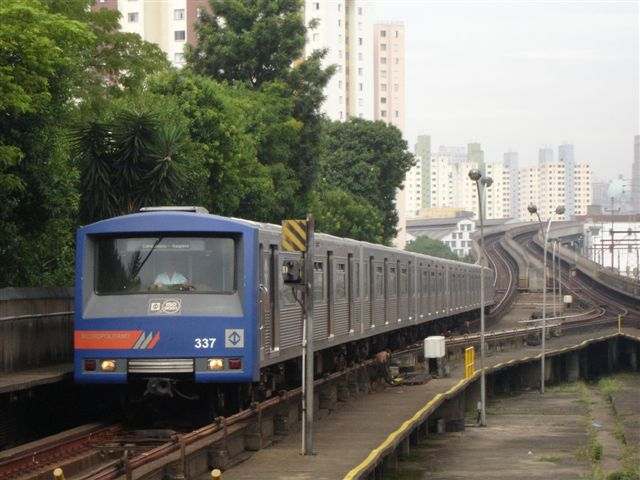
Tren Cobrasma llegando a la Bresser-Mooca.
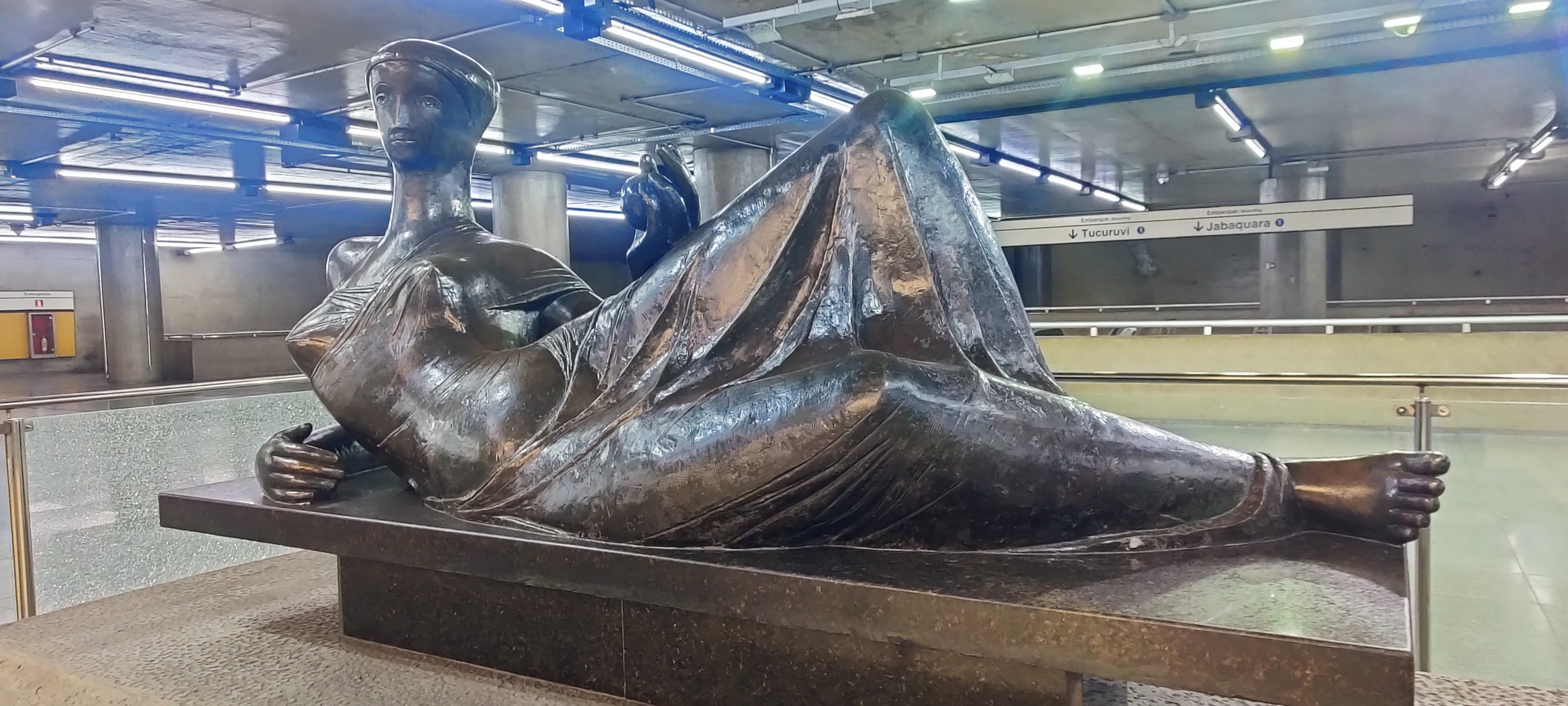
Arte instalada en la Estación Sé.